# Stadio Arles Panisi
Lo stadio comunale, intitolato nel 2014 ad Arles Panisi, è un impianto sportivo polivalente del comune di Mogliano Veneto, della capacità di 2 300 posti. Inaugurato il 15 ottobre 1986, è destinato prevalentemente all'atletica leggera (pista a 8 corsie) e il calcio, anche se ospita talora incontri di rugby.
Nella stagione sportiva 2017-18 ospita gli incontri casalinghi del Football Club Union Pro e della squadra primavera del FC Venezia; nonché le sessioni d'allenamento dell'Atletica Mogliano, una costola della Polisportiva Mogliano che lo ha in gestione insieme alla squadra calcistica per conto del Comune.  
Nelle annate sportive 2015-16 e 2016-17 ha ospitato anche quelli del Mestre (in attesa della ristrutturazione dello stadio Francesco Baracca, fino al mese di marzo del 2017), mentre fino al 2012 ha ospitato le gare interne del Pro Mogliano.
Nel 1988 ospitò la Coppa Europa di atletica leggera per club; tra gli altri eventi di cui fu sede figurano diversi incontri delle rappresentative giovanili calcistiche italiane, e alcune gare della nazionale maggiore di rugby dell'Italia; alla vigilia della Coppa del Mondo di rugby 2007 in Francia lo stadio fu anche l'impianto interno di alcune Nazionali ospiti che effettuarono la preparazione in Italia (Portogallo e Giappone).
Prima della ristrutturazione dello stadio Maurizio Quaggia la struttura fu utilizzata anche dal Rugby Mogliano all'epoca della sua promozione in serie A nei primi anni 2000.

## Storia
Lo stadio venne donato dalle Assicurazioni Generali all'amministrazione comunale di Mogliano Veneto nell'ambito di un progetto che ha visto la costruzione di numerose altre opere edili della stessa società all'interno del comune.
Grazie all'azienda triestina, la città è riuscita a dotarsi di un impianto sportivo che quando venne ultimato era per l'epoca un vero fiore all'occhiello. Lo stadio comprende 4 gruppi separati di spogliatoi, una palestra, una pista a otto corsie per l’atletica leggera e soprattutto una tribuna di poco meno di 2300 posti numerati, che lo rende il secondo per capienza in provincia (dopo lo stadio Omobono Tenni di Treviso). Nel progetto originario era prevista anche una tribuna secondaria opposta a quella principale che però non venne poi realizzata.
Aperto senza particolari festeggiamenti già dall'ottobre 1986, l'impianto fu solennemente inaugurato il 18 maggio 1989 da una partita tra il Football Club Internazionale Milano (appena laureatosi campione d'Italia 88-89), la Pro Mogliano e una selezione dopolavoristica dei dipendenti delle Assicurazioni Generali.
Già dotato di ascensore, recentemente è stato predisposto per la divisione in due settori principali divisi nettamente da una recinzione (locali e ospiti).
Lo stadio è stato utilizzato in molte occasioni per gare ufficiali di Coppa Italia (anche di Serie C) del Calcio Venezia, per numerose gare amichevoli di precampionato del team lagunare contro altre squadre  di Serie A e B e come terreno casalingo nel corso di numerosi Campionati Primavera dall'omonima squadra giovanile arancioneroverde. L'ultima amichevole tra squadre professionistiche giocata nello stadio si è svolta il 14 agosto 2012 nel precampionato di Serie A 2012-2013  tra Chievo Verona e Udinese Calcio (2-2). In precedenza Chievo e Udinese si erano scontrate sullo stesso campo nell'estate 2010 nel precampionato di Serie A 2010-11(3-3).
Numerose sono state anche le sfide dilettantistiche valide per le finali della Coppa Italia Veneta o della Coppa Veneto giocate in questo impianto e nondimeno gli spareggi promozione/retrocessione giocati in questo stadio in qualità di campo neutro. Tra i molti si ricordano il primo spareggio con il tutto esaurito nel 1992 tra Calcio Montebelluna e U.S. Miranese al termine del primo torneo di Eccellenza della stagione 91-92. L'ultima gara di finale che si è giocata in questo stadio è stata nel gennaio 2011 la finale di Coppa Italia Dilettanti Veneto 2010-11 tra Vittorio Veneto Falmec S.M.C. e Piovese che ha promosso i primi nella Coppa Italia Dilettanti 2010-2011.

## Dati tecnici
Dimensioni campo: 105 x 68 
Divisori interni: Recinzione
Altri dati:
- Amplificazione sonora
- Illuminazione campo
- Tribuna stampa
- Campo pre-riscaldamento
- Sedili in plastica
- Tribuna parzialmente coperta
- Uffici
- Palestre
- Pista d'atletica
- Bar
- Servizi igienici
- Ascensore
- Posti Tribuna stampa:            15
- Posti Poltronissime:            350
- Posti Poltrone Est:             650
- Posti Poltrone Ovest:           135
- Posti Parterre:                 650
- Posti Settore Ospiti:           500

Capienza totale:          2.300 posti